# Малагре, Энора
Энора Малагре (фр. Énora Malagré; род. 20 июля 1980) — французская журналистка, радио- и телеведущая.

## Ранняя жизнь и образование
Родилась в Морле в департаменте Финистер, Бретань. Затем она переехала в департамент Ивелин в возрасте 10 лет, большую часть жизни жила в Париже.
Она бросила юридический факультет, чтобы поступить на театральные курсы «Cours Simon», тем самым начав свою недолгую карьеру актрисы, затем её позвали работать на телевидение.

## Карьера на радио
Она начала свою карьеру на радио и в СМИ после встречи с соучредителем «Radio Nova», который заявил, что у неё отличный голос, а затем пригласил работать на радиостанции.
В 2004 году Энора дебютировала на «Radio Nova», где она ведущая уже в течение 6 лет. В сентябре 2010 года — июле 2011 года она, совместно с Себастьеном Кауэ, принимала участие в программе «C’Cauet» на радио NRJ, но ушла с этого радио спустя год.

## Карьера на телевидении
В 2005 году она провела свою первую телевизионную программу на Arte, музыкальную программу под названием Juke box memories. В 2008 году она проводит игру «Cash or Task» на канале RTL9.

## Личная жизнь
Энора открыто бисексуальна. У неё были отношения с французским диджеем Cut Killer в 2001—2013 году.